# Święty Grób w Görlitz

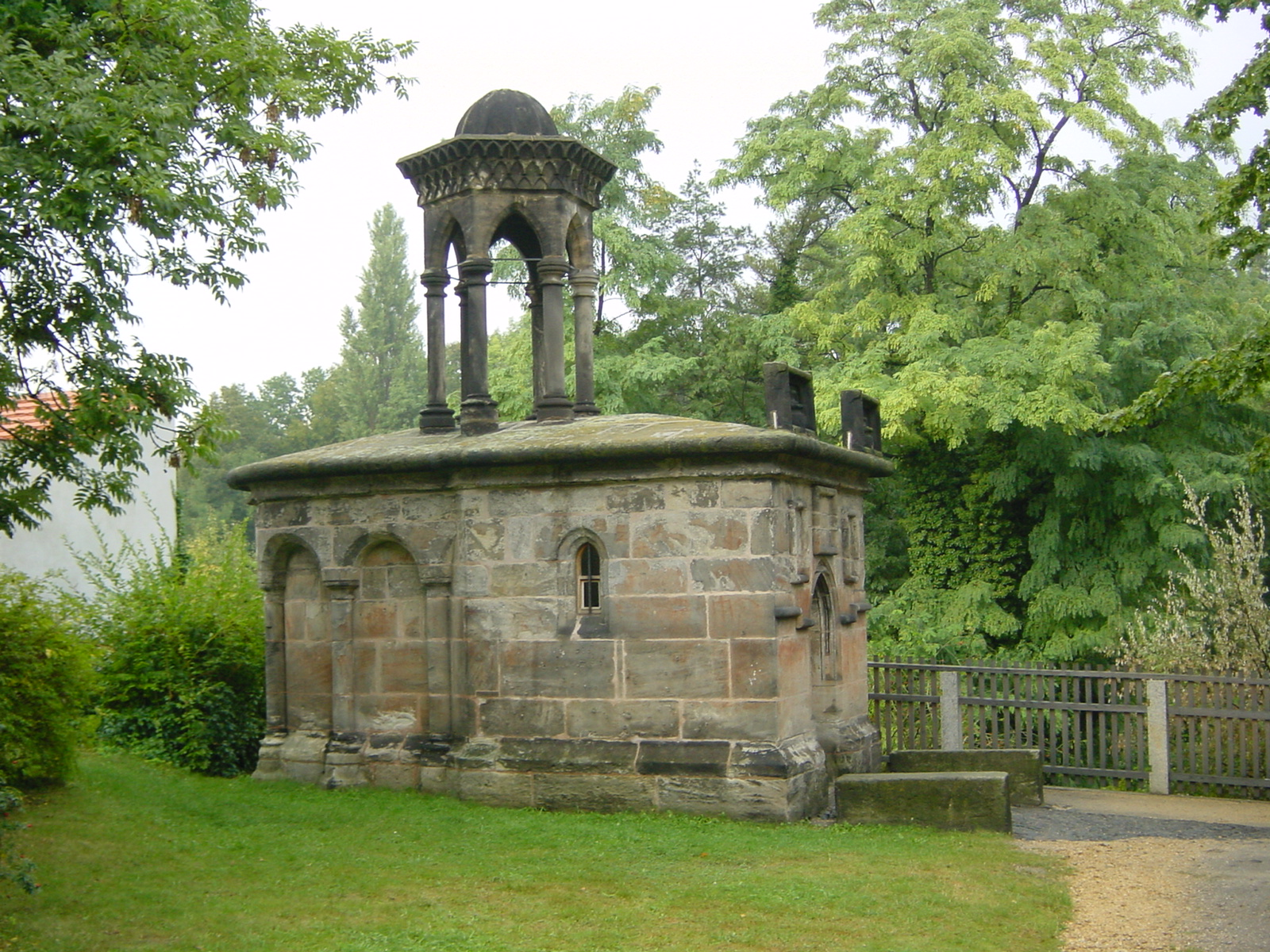
Kaplica Świętego Grobu

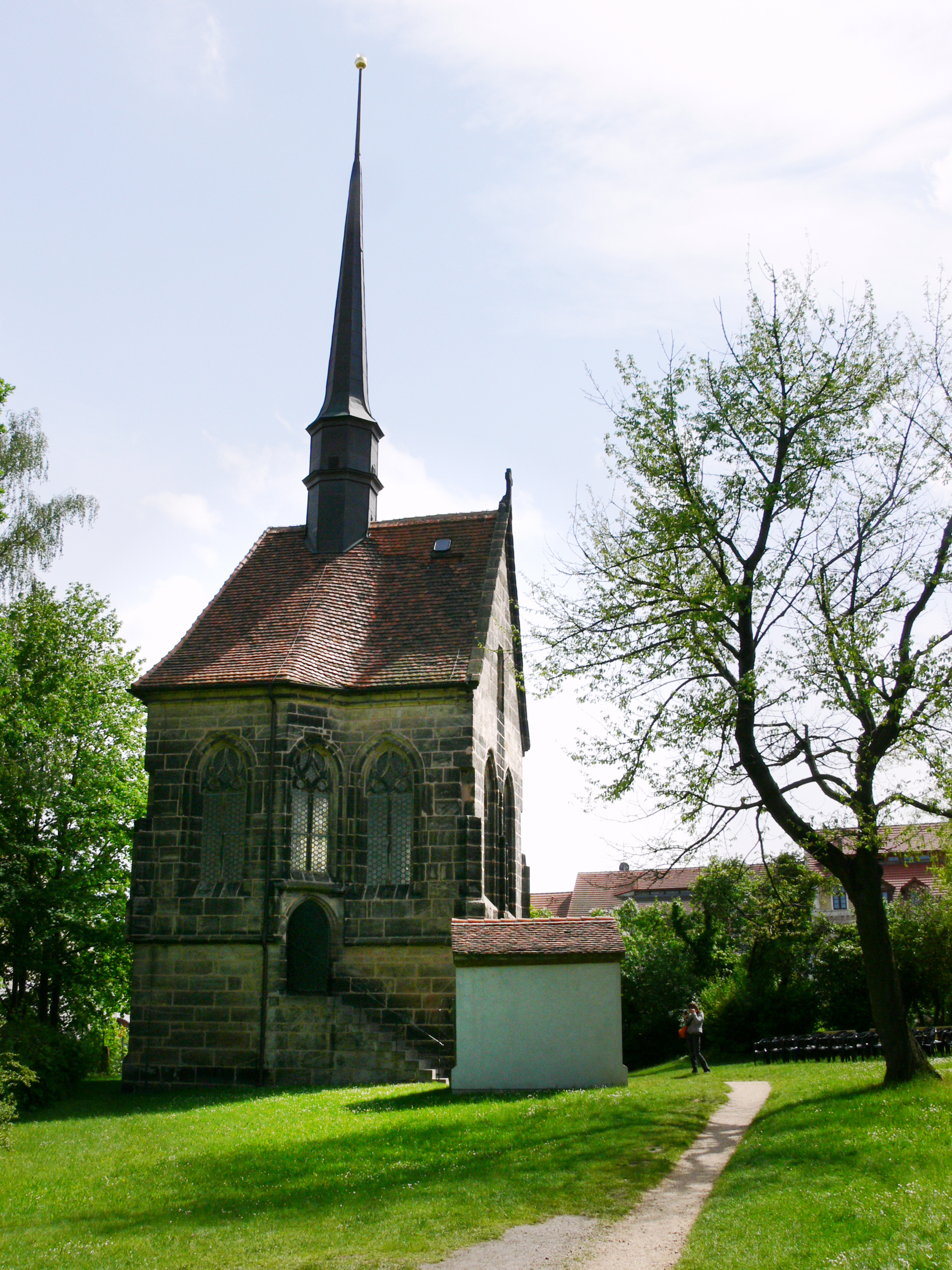
Kaplica Świętego Krzyża

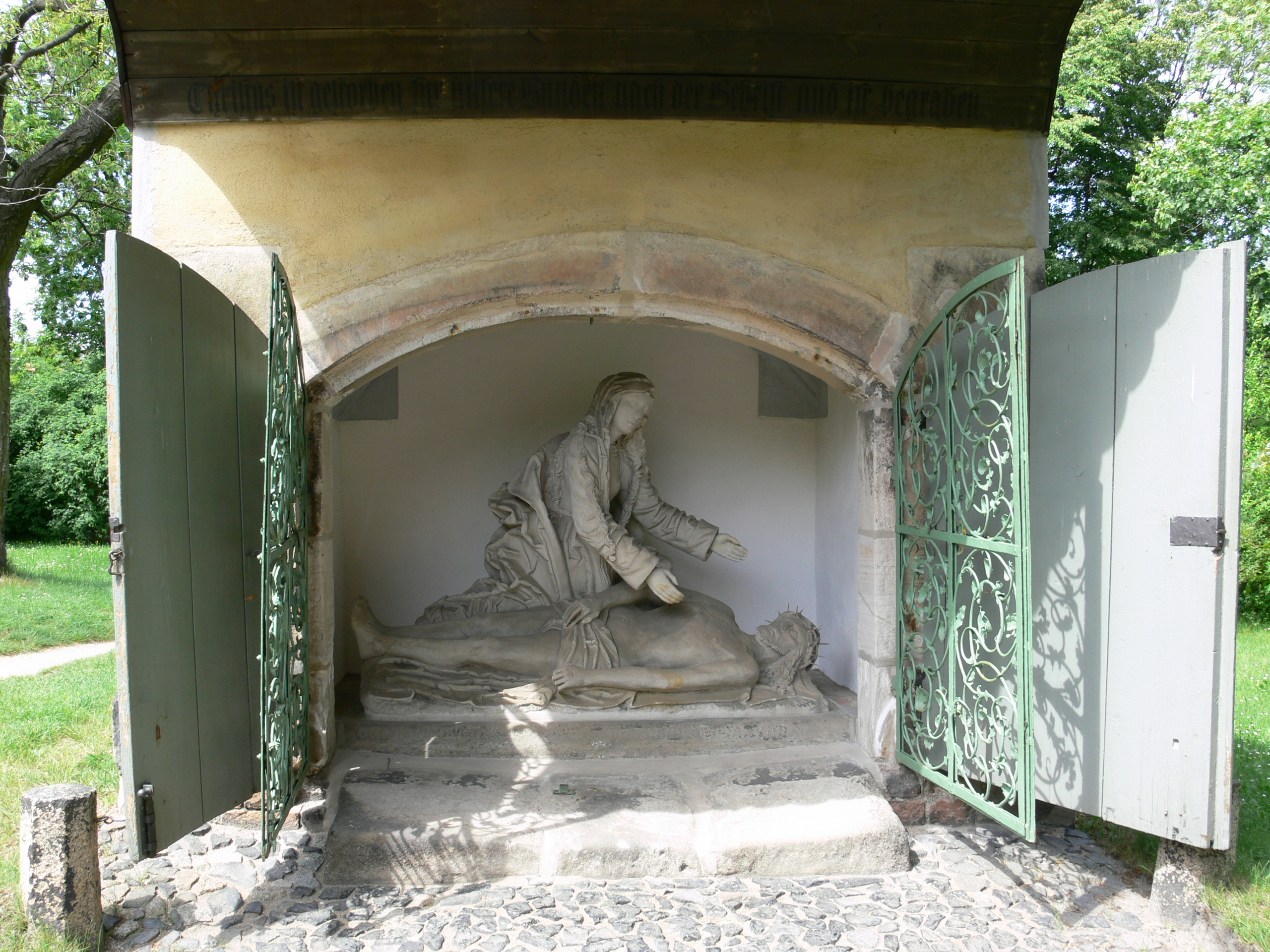
Kaplica Namaszczenia

Święty Grób w Görlitz (kalwaria w Zgorzelcu) – zespół trzech kaplic w Görlitz, stanowiących kopię grobu Chrystusa w Jerozolimie.

## Historia
Kaplice wzniesiono przy drodze prowadzącej ze Starego Miasta i Przedmieścia Mikołajskiego w kierunku wsi Girbigsdorf. W 1325 stał w tym miejscu krzyż, a w 1453 jest wzmiankowana drewniana kaplica Świętego Krzyża. Aż do 1581 istniał tu cmentarz dla skazanych na śmierć i nieochrzczonych.
Powstanie budowli murowanych wiąże się z osobą Georga Emmericha, syna bogatego kupca i wielokrotnego burmistrza Görlitz Urbana Emmericha. W 1464, liczący wówczas 42 lata i ciągle nieżonaty Georg Emmerich nawiązał romans z Benigną Horschel, córką Mikołaja, kupca, radnego, dowódcy miejskich wojsk i przeciwnika politycznego swojego ojca. Benigna Horschel zaszła w ciążę, a Georg Emmerich odmówił zawarcia z nią małżeństwa, czym wywołał wielki skandal. W tej sytuacji ojciec wysłał go na pielgrzymkę do Jerozolimy, licząc na załagodzenie napięć podczas jego nieobecności. Georg wyruszył w drogę w kwietniu 1465. Otrzymał od proboszcza pieniądze na zakup w Wenecji materiału na ornat do nowej kaplicy Świętego Krzyża, którą planowano wznieść na miejscu istniejącej drewnianej. W Jerozolimie Georg otrzymał godność rycerza Świętego Grobu; powrócił jesienią tego samego roku. W 1470 został po raz pierwszy radnym miejskim, a następnie był kilkakrotnie burmistrzem.
W 1473 rada miejska zakupiła ogród w celu poszerzenia terenu budowy. Zezwolenie na rozpoczęcie inwestycji wydał 1 października 1480 oficjał biskupa z Miśni. Prace budowlane trwały ponad 20 lat. Biskup poświęcił kaplicę Świętego Krzyża 28 maja 1504; oprócz niej powstały także kaplica Namaszczenia i kaplica Świętego Grobu. Dwie pierwsze budowle ufundowała rada miejska, trzecią – Georg Emmerich. Po reformacji całe założenie stało się własnością rodziny Emmerichów. Ostatnia wzmianka o przynależności zespołu kaplic do rodu Emmerichów pochodzi z 1670.

## Opis zespołu kaplic
Zespół Świętego Grobu w Görlitz składa się z trzech kaplic. Pierwsza z nich to kaplica Świętego Krzyża. Jest to budowla dwupoziomowa. Dolna część to kaplica Adama, a górna to kaplica Golgoty. Układ jest wzorowany na bazylice Grobu Świętego w Jerozolimie.
Kaplica Namaszczenia jest obudowaną wnęką zawierającą późnogotycką piaskowcową pietę. Jej nazwa nawiązuje do znajdującego się w bazylice Grobu Świętego Kamienia Namaszczenia, na którym położono zwłoki Chrystusa w celu ich namaszczenia.
Trzecim elementem zespołu jest kaplica Świętego Grobu, która jest wierną pomniejszoną kopią oryginału w Jerozolimie, w jego formie przed przebudową dokonaną w 1555. Wewnątrz znajdował się rodzaj sarkofagu, w którym w Wielki Piątek składano rzeźbę martwego Chrystusa. Do 1525 w Wielkanoc rano przenoszono ją procesyjnie przez całe miasto, a następnie odnoszono do zakrystii kaplicy Świętego Krzyża, gdzie była przechowywana przez cały rok. W 1537 w Boże Ciało rzeźbę zniszczył piorun, co uznano za znak gniewu bożego i zaniechano wystawiania zwłok w Wielki Piątek. W 1915 wykonano w kaplicy ławę grobową na wzór istniejącej w Jerozolimie.